# Movimento autonomo portoricano
Il movimento autonomo portoricano fu uno dei primi movimenti per l'indipendenza di Porto Rico contro il dominio spagnolo, il quale sorse, dopo gli eventi del Grito de Lares, verso la fine del XIX secolo, per opera di Román Baldorioty de Castro. Egli si fece portavoce dei diritti per l'autonomia di Porto Rico e trovò un valido successore per la causa in Luis Muñoz Rivera, che portò avanti il movimento  dopo la sua morte. Uno dei successi del movimento fu il riconoscimento, nel 1897, da parte del governo liberale spagnolo, dello Statuto per l'autonomia di Porto Rico, che pose le basi per il primo, anche se di breve durata, governo autonomo portoricano.